# Say What You Will
Say What You Will ist ein Reggaesong, der von Eric Clapton und Simon Climie geschrieben und 2005 sowohl als Single als auch auf dem Album Back Home veröffentlicht wurde. Darüber hinaus erschien das Stück auf den Veröffentlichungen Radioactive: Mainstream & Rock Series (October 2005), Japan Tour 2006 Limited Edition Chronicle, Back Home/Road to Escondido und Complete Clapton.
Der Titel steht in der Tonart A-Dur und weist in der Originalversion einen Pop-Reggae-Rhythmus auf. Clapton verwendet beim Anschlagen seiner elektrischen Gitarre mit Single-Coil-Tonabnehmern ein Plektrum sowie eine schnell gestoppte Anschlag-Technik, damit die Noten nur kurz klingen. Dies verwandte er auch auf seiner Version von I Shot the Sheriff. Ebenfalls spielt er eine halbakustische Gibson-Gitarre mit P-90-Tonabnehmern, auf der er mithilfe der A-Dur-Tonleiter die für das Stück typische Melodie spielt.
Say What You Will belegte Platz 9 der Billboard Adult Contemporary Chart und blieb insgesamt 21 Wochen in diesen.